# Deshorn Brown
Deshorn Brown (Manchester, 22 de dezembro de 1990) é um futebolista profissional jamaicano que atua como atacante. Atualmente está no Nongbua Pitchaya Football Club, da Super Liga Chinesa.

## Títulos

### Jamaica
- Copa do Caribe: 2014